# Alisson Becker
Álisson Ramsés Becker (sinh ngày 2 tháng 10 năm 1992), được biết đến nhiều hơn với tên gọi Alisson Becker hoặc đơn giản là Alisson, là một cầu thủ bóng đá chuyên nghiệp người Brasil thi đấu ở vị trí thủ môn cho câu lạc bộ Liverpool tại Giải bóng đá Ngoại hạng Anh và đội tuyển quốc gia Brasil. Được biết đến nhờ phản xạ, khả năng cản phá cú sút và chọn vị trí, anh được coi là một trong những thủ môn xuất sắc nhất thế giới, và là một trong những thủ môn vĩ đại nhất mọi thời đại.
Alisson bắt đầu sự nghiệp tại Internacional, nơi anh đã có hơn 100 trận đấu và giành chức vô địch Campeonato Gaúcho trong cả bốn mùa giải anh thi đấu tại đây. Năm 2016, Anh chuyển sang AS Roma với giá 7.5 triệu euro để thay thế cho Wojciech Szczęsny trước khi có tên trong đội trong đội hình chính thức. Vào tháng 7 năm 2018, Alisson đã ký hợp đồng với Liverpool với mức phí ban đầu là 62,5 triệu euro (56 triệu bảng), có thể tăng lên 72 triệu euro (66,8 triệu bảng); một khoản phí kỷ lục thế giới cho một thủ môn vào thời điểm đó. Trong mùa giải đầu tiên ở câu lạc bộ, anh đã nhận được Găng tay vàng Premier League cho hầu hết các trận giữ sạch lưới trong giải đấu (21 trận) và giữ sạch lưới khác khi Liverpool giành chiến thắng Chung kết UEFA Champions League 2019. Alisson có trận ra mắt Đội tuyển quốc gia Brasil vào năm 2015.
Năm 2019 là năm đại thành công của Alisson. Về mặt tập thể, anh cùng Liverpool vô địch UEFA Champions League, FIFA Club World Cup, cùng Đội tuyển quốc gia Brasil vô địch Copa America. Về mặt cá nhân, anh đoạt giải Găng tay vàng các giải đấu Premier League, UEFA Champions League, UEFA Super Cup, FIFA Club World Cup, Copa America và được công nhận là thủ môn xuất sắc nhất thế giới bởi France Football và FIFPRO.

## Sự nghiệp câu lạc bộ

### Internacional

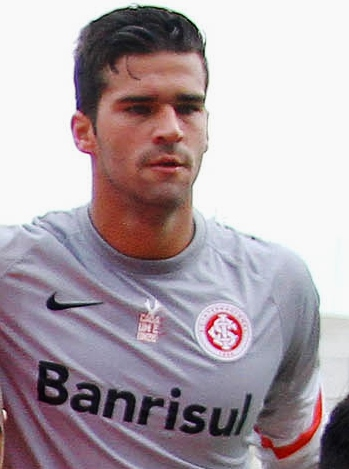
Alison khi chơi cho Internacional

Sinh ở Novo Hamburgo, Rio Grande do Sul, Alisson gia nhập học viện của Internacional vào năm 2002, lúc 10 tuổi. Nhờ sự tiến bộ, anh thường xuyên xuất hiện cùng đội bóng U 23, trước khi ra mắt vào ngày 17 tháng 2 năm 2013 với trận hòa 1-1 với Cruzeiro-RS tại giải vô địch Campeonato Gaúcho. Lần ra mắt tại Série A là vào ngày 25 tháng 8 năm 2013 khi anh bắt đầu với trận hòa 3-3 trên sân nhà trước đối thủ Goiás. Như bản sao của anh trai của mình Muriel và cạnh tranh cho sự lựa chọn thứ hai với Agenor, anh kết thúc mùa giải đầu tiên với sáu lần ra sân.
Năm sau, Alisson cạnh tranh với huyền thoại người Brasil Dida sau khi gia nhập Internacional từ Grêmio. Anh ấy đã kiếm được một suất đầu tiên vào tháng 10 và kết thúc năm với 11 lần ra sân. Năm tiếp theo, anh có 57 lần xuất hiện trên tất cả các mặt trận. Vào ngày 4 tháng 2 năm 2016, Alisson ký hợp đồng trước với câu lạc bộ A.S. Roma của Ý, thời hạn năm năm với mức phí 7,5 triệu euro. Anh ấy đã chơi trận đấu cuối cùng cho Internacional vào ngày 15 tháng 5 năm 2016, giữ sạch lưới trong trận hòa 0-0 trên sân nhà Chapecoense. Trong bốn năm gắn bó với đội bóng Internacional, Alisson đã có hơn 100 lần ra sân trên tất cả các trận đấu và giành được danh hiệu Campeonato Gaúcho trong mỗi mùa giải.

### Roma
Alisson chính thức hoàn thành việc chuyển sang A.S. Roma thuộc giải Série A vào tháng 7 năm 2016.

#### Mùa giải 2016–17
Anh ra mắt câu lạc bộ vào ngày 17 tháng 8 năm 2016, bắt đầu bằng trận hòa 1-1 thuộc giải UEFA Champions League với FC Porto, nhưng đã dành phần lớn mùa giải ngồi dự bị khi đánh giá thấp Wojciech Szczęsny. Cuối cùng anh đã xuất hiện 15 lần trên tất cả các trận nhưng không thể xuất hiện trong bất kỳ giải đấu quốc tế nào khác. Szczęsny đã rời để sang Juventus, và Alisson được mặc áo số 1. Sau đó anh tiết lộ rằng anh sẽ cân nhắc rời Roma nếu anh không được đảm bảo nằm trong đội hình chính.

#### Mùa giải 2017–18
Alisson cuối cùng đã ra mắt mùa giải bằng chiến thắng 1-0 trước Atalanta thuộc giải quốc nội. Sau đó, anh xuất hiện trong trận derby della Capitale vào ngày 18 tháng 11, bằng chiến thắng 2-1 trước đối thủ Lazio. Anh ấy đã được khen ngợi vì màn trình diễn tại UEFA Champions League và đóng một vai trò quan trọng trong chiến dịch của câu lạc bộ giúp đội lọt vào bán kết. Câu lạc bộ đã không để thủng lưới một bàn nào tại Stadio Olimpico ở Champions League, cho đến khi đấu với Liverpool ở bán kết vào ngày 2 tháng 5 năm 2018, họ đã thắng 4-2, nhưng thua 7-6 do tổng tỉ số lượt đi-lượt về. Alisson đã nhận được lời khen ngợi cho màn trình diễn của anh ấy trong suốt mùa giải 2017-18. Anh giữ sạch lưới tổng cộng 22 trận trong mùa giải 2017-18, giữ sạch lưới 17 trận trong các giải đấu và 5 trận giữ sạch lưới tại UEFA Champions League.

### Liverpool
Vào ngày 19 tháng 7 năm 2018, Liverpool đã chính thức xác nhận việc ký hợp đồng với Alisson với mức phí 66,8 triệu bảng (72,5 triệu euro), khiến anh trở thành thủ môn đắt giá nhất mọi thời đại, vượt qua người đồng hương Ederson (đắt nhất bằng bảng Anh) và Gianluigi Buffon (đắt nhất tính bằng Euro). Tuy nhiên, kỉ lục đã bị phá vỡ chỉ bốn tuần sau khi Chelsea ký kết với Kepa Arrizabalaga bằng mức giá 71,6 triệu bảng (80 triệu euro) từ Athletic Bilbao. Vào ngày 10 tháng 8, Liverpool đã xác nhận thông qua trang web chính thức của họ rằng anh sẽ mặc chiếc áo số 13 còn trống trong mùa giải 2018–19.

#### Mùa giải 2018–19
Alisson ra mắt chính thức cho Liverpool vào ngày 12 tháng 8, giữ sạch lưới trong chiến thắng 4-0 trước West Ham United. Anh ấy đã nhận được lời khen ngợi cho màn trình diễn tiếp theo trong chiến thắng trước Crystal Palace và Brighton nhờ giữ sạch lưới ba trận liên tiếp. Vào tháng 8 năm 2018, Alisson đã lọt vào danh sách rút gọn Thủ môn của UEFA Champions League của mùa giải, kết thúc ở vị trí thứ hai. Vào ngày 1 tháng 9, trong chiến thắng 2-1 trước Leicester City, anh đã nhận được cả lời khen ngợi và chỉ trích về màn trình diễn của mình, thực hiện một số pha cứu thua quan trọng nhưng cũng góp phần vào bàn thủng lưới. Tuy nhiên, với Alisson trong khung thành, Liverpool đã trải qua 20 trận bất bại ở giải đấu từ đầu mùa giải, chứng kiến kỷ lục của người Brasil phá vỡ kỷ lục của Javier Mascherano. Alisson cũng đóng một vai trò quan trọng trong chiến dịch vòng bảng Champions League của Liverpool, khi Liverpool giành chiến thắng 1-0 trong trận đấu lượt cuối bảng trước Napoli để tiến vào vòng đấu loại trực tiếp.
Vào ngày 4 tháng 3 năm 2019, anh giữ sạch lưới Ngoại hạng Anh (Premier League) lần thứ 17 cho mùa giải; nhiều nhất bởi bất kỳ thủ môn Premier League nào trong mùa giải ra mắt kể từ cựu thủ môn của Liverpool, Pepe Reina năm 2006. Vào cuối mùa giải, Alisson giữ tổng cộng 21 trận giữ sạch lưới ở Premier League và giành giải Găng tay vàng. Trong giai đoạn loại trực tiếp Champions League, Alisson đóng vai trò chính khi Liverpool đá trận bán kết lượt về trên sân nhà trước Barcelona, anh đã có một số pha cứu thua ấn tượng khi Liverpool vượt qua trận thua 3-0 ở lượt đi để vượt qua đối thủ với chiến thắng 4-0 trên sân nhà. Trong trận chung kết vào ngày 1 tháng 6 năm 2019, Alisson giữ sạch lưới cho Liverpool khi họ đánh bại Tottenham Hotspur 2-0, thực hiện 8 pha cứu thua, để giành chiếc cúp đầu tiên với câu lạc bộ.

#### Mùa giải 2019–20

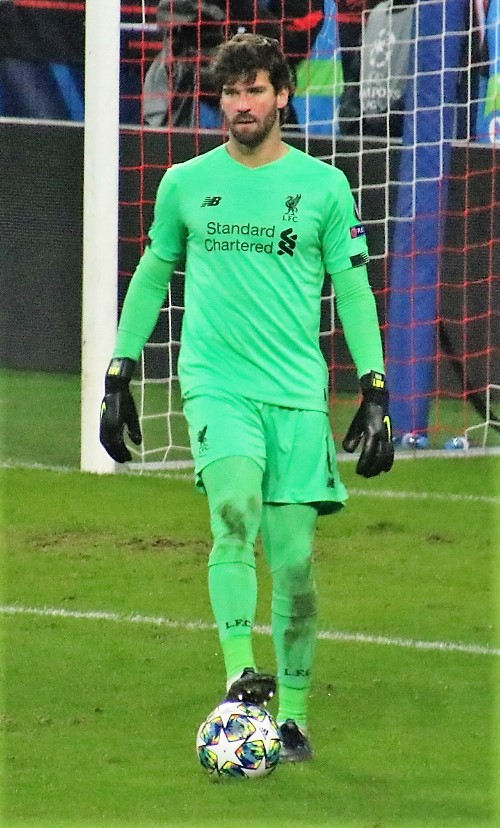
Alisson chơi cho Liverpool năm 2019.

Sau khi trải qua mùa giải đầu tiên với đội hình được chỉ định số 13, có thông báo rằng Alisson sẽ mặc chiếc áo số 1 cho mùa giải 2019–20, trước đây do Loris Karius giữ.
Alisson bắt đầu trận Siêu cúp Anh 2019 với Manchester City vào ngày 4 tháng 8; sau trận hòa 1-1, Manchester City cuối cùng đã giành được danh hiệu với chiến thắng 5-4 trên chấm phạt đền. Vào ngày 9 tháng 8 năm 2019, trong trận mở màn mùa giải Premier League 2019–20 với đội bóng mới được thăng hạng tại sân Anfield, Alisson đã dính chấn thương bắp chân trong hiệp một và phải thay thế bằng bản hợp đồng mới Adrián sau 38 phút. Anh được cho là sẽ phải điều trị trong "vài tuần", dẫn đến việc bỏ lỡ Siêu cúp châu Âu 2019, khi Liverpool đã thắng 5-4 trên chấm phạt đền vào ngày 14 tháng 8, sau trận hòa 2-2 với Chelsea sau 2 hiệp phụ. Alisson trở lại đội hình chính vào ngày 20 tháng 10 năm 2019 trước trận đấu với Manchester United. Vào ngày 30 tháng 11, trong chiến thắng 2-1 trước Brighton, anh  bị đuổi khỏi sân vì xử lý bóng ngoài vòng cấm. Vào ngày 21 tháng 12, Alisson đã giữ sạch lưới trước Flamengo trong trận Chung kết FIFA Club World Cup 2019, giúp Liverpool lần đầu tiên giành cúp vô địch.  Vào ngày 19 tháng 1 năm 2020, Alisson đã kiến tạo cho Mohamed Salah ghi bàn ở phút 93, trong chiến thắng 2–0 trên sân nhà trước Manchester United trong giải đấu.
Vào ngày 6 tháng 3 năm 2020, Alisson lại bị chấn thương và bỏ lỡ chiến thắng sau đó ở Premier League trước Bournemouth, và trận thua lượt về ở vòng 16 đội UEFA Champions League trước Atletico Madrid, hai trận đấu cuối cùng của Liverpool trước khi mùa giải bị tạm hoãn do đại dịch Covid-19 ở Anh. Anh kết thúc Premier League 2019–20 với ngôi vô địch sau 29 lần ra sân.

#### Mùa giải 2020–21
Vào ngày 20 tháng 9 năm 2020, Alisson cản phá một quả phạt đền trong trận đấu thứ hai của Liverpool ở mùa giải Premier League 2020–21, trong chiến thắng 2–0 trên sân khách trước Chelsea; đây là pha cản phá  phạt đền đầu tiên của Alisson cho Liverpool kể từ khi gia nhập câu lạc bộ, và quả phạt đền đầu tiên của Jorginho trong 9 lần thực hiện cho Chelsea trên mọi đấu trường.
Vào ngày 7 tháng 2 năm 2021, Alisson mắc 2 lỗi giúp İlkay Gündoğan và Raheem Sterling của Manchester City ghi bàn, khiến Liverpool thất bại 1-4 trên sân nhà.
Vào ngày 16 tháng 5 năm 2021, Alisson ghi bàn thắng ấn định tỷ số trong chiến thắng 2-1 trước West Bromwich Albion. Khi Liverpool đang bám đuổi một vị trí trong top 4 và tỷ số hòa 1-1, Trent Alexander-Arnold thực hiện quả phạt góc, giúp Alisson ghi bàn bằng đầu cho Liverpool ở phút 95, bàn thắng đầu tiên mà thủ môn ghi được trong một trận đấu trong lịch sử 129 năm của Liverpool.

#### Mùa giải 2021–22
Vào ngày 4 tháng 8 năm 2021, trước khi bắt đầu mùa giải Premier League 2021–22, Alisson ký gia hạn hợp đồng mới để ở lại với Liverpool đến mùa hè năm 2027. Anh đeo băng đội trưởng Liverpool lần đầu tiên vào tháng 11 trong trận thắng 2-0 vòng bảng UEFA Champions League trước FC Porto.

## Sự nghiệp quốc tế

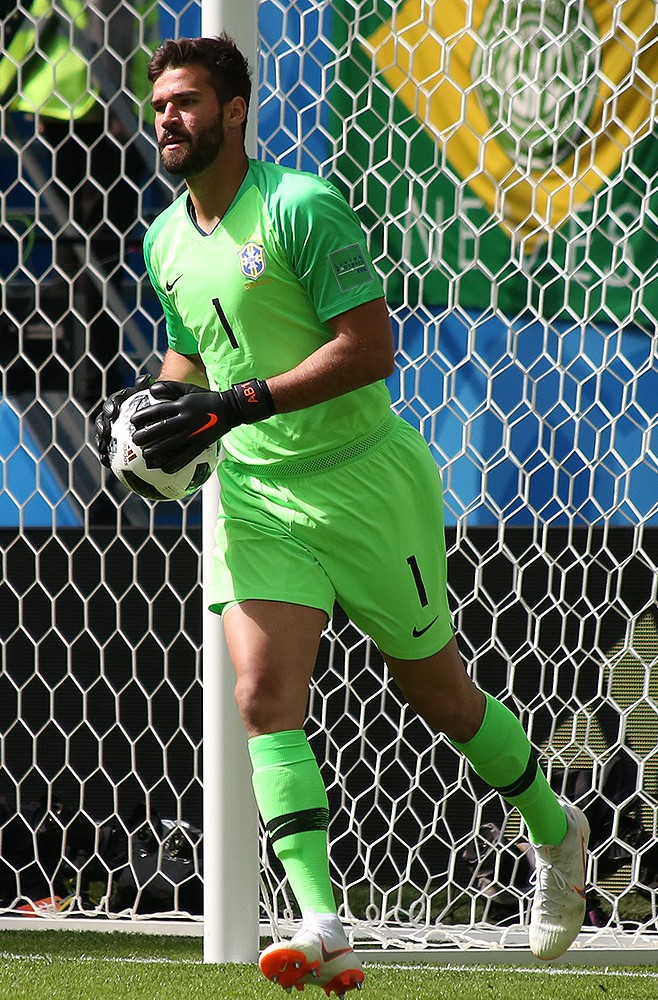
Alisson thi đấu cho Brasil tại FIFA World Cup 2018.

Sau khi đại diện cho Brasil tại cấp độ U-17 và U-20, Alisson được huấn luyện viên Dunga gọi lên đội hình chính thức thi đấu hai trận đầu tiên tại vòng loại World Cup 2018 trước Chile và Venezuela. Sau đó, anh có trận đấu đầu tiên cho đội tuyển vào ngày 13 tháng 10, đó là trận đấu chiến thắng 3-1 tại Castelão.
Vào ngày 5 tháng 5 năm 2016, Alisson có tên trong danh sách 23 cầu thủ tham dự Copa América Centenario. Trong trận đấu đầu tiên tại đội tuyển, anh đã mắc một sai lầm trước Ecuador, anh đã vấp ngã trước cú sút của Miller Bolaños và suýt phải nhận bàn thua sau khi anh bắt không dính bóng. Anh chỉ để thủng lưới hai bàn trong ba trận đấu khi thi đấu cho Brasil ở vòng đấu bảng.
Vào tháng 5 năm 2018 anh ấy có tên trong đội hình 23 cầu thủ của huấn luyện viên Tite tham dự giải World Cup 2018 ở Nga. Anh ấy đã từng có mặt khi Brasil lọt vào tứ kết trước khi bị Bỉ loại.
Vào tháng 5 năm 2019, anh được HLV Tite đưa vào đội hình 23 người của Brasil cho Copa América 2019 trên sân nhà. Trong suốt giải đấu, anh chỉ để thủng lưới một bàn trong sáu trận đấu, khi Brasil tiếp tục giành danh hiệu. Trận đấu duy nhất mà Alisson không giữ sạch lưới là chiến thắng 3-1 trong trận chung kết trước Peru vào ngày 7 tháng 6, tại Sân vận động Maracanã, mà anh đã bị đánh bại bởi cầu thủ Paolo Guerrero. Sau giải đấu, Alisson được vinh danh với giải thưởng Thủ môn xuất sắc nhất cho màn trình diễn của mình.

## Phong cách thi đấu
Alisson đã được ca ngợi vì những pha cứu thua, định vị, phân phối và tính nhất quán quan trọng của anh ấy và được coi là thủ môn xuất sắc nhất ở Premier League và là thủ môn xuất sắc nhất thế giới. Alisson trích dẫn cựu thủ môn Barcelona Víctor Valdés như một nguồn cảm hứng cũng như Manuel Neuer cho phong cách 'thủ môn quét (sweeper keeper)' của anh ấy. Alisson cũng được biết đến với tốc độ và thời gian khi lao ra khỏi đường chuyền của anh ấy, cũng như khả năng phá bóng hoặc thách thức bóng với đôi chân của anh ấy bên ngoài khu vực; hơn nữa, do sự phân phối của anh ấy, anh ấy có khả năng chơi bóng từ phía sau một cách nhanh chóng bằng tay cũng như đôi chân của mình và cũng có khả năng khởi động các cuộc tấn công hoặc chọn ra các tiền vệ với những cú sút cầu môn dài. Kỹ năng của anh ấy với quả bóng dưới chân và sự điềm tĩnh trong việc sở hữu bóng thậm chí trong tình huống gây áp lực.
Mặc dù có chiều cao 1,91 mét, sức mạnh, kích thước và vóc dáng to lớn, mạnh mẽ, anh cũng là một thủ môn nhanh nhẹn. Mặc dù anh sở hữu phản xạ tốt và khả năng sút xa tuyệt vời, cũng như khả năng tạo ra những phản ứng ngoạn mục và bản năng khi cần thiết, điều đó đã mang lại cho anh biệt danh O Goleiro Gato ("Thủ môn giống mèo" trong tiếng Bồ Đào Nha) ở Brasil, anh chủ yếu được biết đến với phong cách thủ môn hiệu quả, lịch sự, kiên định, thông minh, ý thức vị trí và kỹ thuật thủ môn, cho phép anh đọc được diễn biến trận đấu, che chắn khung thành tốt và dừng các cú sút mà không cần phải cứu viện. Hơn nữa, anh ta cũng nổi tiếng với cách xử lý của mình và rất hiệu quả trong việc xử lý những quả bóng cao, cho phép anh ta ra ngoài cầu môn và yêu cầu vượt qua và chỉ huy tốt khu vực của anh ta.
Cựu huấn luyện viên thủ môn của Roma, Roberto Negrisolo, đã ca ngợi Alisson bằng cách gọi anh là 'Messi của thủ môn', vì anh có 'tâm lý giống như Messi'. Hơn nữa, Negrisolo cũng so sánh anh với cựu thủ môn người Ý Dino Zoff và thủ môn người Bỉ Michel Preud'homme. Phong cách chơi bóng của anh ấy giống với các đồng hương Júlio César, Muriel Becker và Claudio Taffarel theo như so sánh trên các phương tiện truyền thông. Biệt danh "Pelé của thủ môn" cũng được gắn liền với anh ta.

## Đời sống cá nhân
Anh trai Muriel của Alisson cũng là một thủ môn và được đào tạo tại Internacional. Gia đình anh là người gốc Đức, với cha và bà ngoại nói tiếng Đức trôi chảy và khi còn ở Roma, anh được đặt biệt danh là "Người Đức". Anh theo Đạo Công giáo. Ngoài tiếng Bồ Đào Nha, Alisson còn nói được tiếng Anh. Vào tháng 5 năm 2019, anh được Tổ chức Y tế Thế giới bổ nhiệm làm đại sứ thiện chí.
Năm 2015, Alisson kết hôn với Natalia Loewe, một bác sĩ đến từ Brasil. Họ có một cô con gái tên Helena, sinh vào tháng 4 năm 2017 và một con trai, Matteo, sinh ngày 14 tháng 6 năm 2019.

## Thống kê sự nghiệp

### Câu lạc bộ
Tính đến 10 tháng 8 năm 2025
| Câu lạc bộ          | Mùa giải            | Giải đấu            | Giải đấu | Giải đấu | Giải đấu cấp bang | Giải đấu cấp bang | Cúp quốc gia | Cúp quốc gia | Cúp liên đoàn | Cúp liên đoàn | Châu lục | Châu lục | Khác | Khác | Tổng cộng | Tổng cộng |
| Câu lạc bộ          | Mùa giải            | Hạng đấu            | Trận     | Bàn      | Trận              | Bàn               | Trận         | Bàn          | Trận          | Bàn           | Trận     | Bàn      | Trận | Bàn  | Trận      | Bàn       |
| ------------------- | ------------------- | ------------------- | -------- | -------- | ----------------- | ----------------- | ------------ | ------------ | ------------- | ------------- | -------- | -------- | ---- | ---- | --------- | --------- |
| Internacional       | 2013                | Série A             | 6        | 0        | 1                 | 0                 | 2            | 0            | —             | —             | —        | —        | —    | —    | 9         | 0         |
| Internacional       | 2014                | Série A             | 11       | 0        | 3                 | 0                 | 0            | 0            | —             | —             | —        | —        | —    | —    | 14        | 0         |
| Internacional       | 2015                | Série A             | 26       | 0        | 15                | 0                 | 4            | 0            | —             | —             | 12       | 0        | —    | —    | 57        | 0         |
| Internacional       | 2016                | Série A             | 1        | 0        | 17                | 0                 | 0            | 0            | —             | —             | —        | —        | 3    | 0    | 21        | 0         |
| Internacional       | Tổng cộng           | Tổng cộng           | 44       | 0        | 36                | 0                 | 6            | 0            | —             | —             | 12       | 0        | 3    | 0    | 101       | 0         |
| Roma                | 2016–17             | Serie A             | 0        | 0        | —                 | —                 | 4            | 0            | —             | —             | 11       | 0        | —    | —    | 15        | 0         |
| Roma                | 2017–18             | Serie A             | 37       | 0        | —                 | —                 | 0            | 0            | —             | —             | 12       | 0        | —    | —    | 49        | 0         |
| Roma                | Tổng cộng           | Tổng cộng           | 37       | 0        | —                 | —                 | 4            | 0            | —             | —             | 23       | 0        | —    | —    | 64        | 0         |
| Liverpool           | 2018–19             | Premier League      | 38       | 0        | —                 | —                 | 0            | 0            | 0             | 0             | 13       | 0        | —    | —    | 51        | 0         |
| Liverpool           | 2019–20             | Premier League      | 29       | 0        | —                 | —                 | 0            | 0            | 0             | 0             | 5        | 0        | 3    | 0    | 37        | 0         |
| Liverpool           | 2020–21             | Premier League      | 33       | 1        | —                 | —                 | 1            | 0            | 0             | 0             | 7        | 0        | 1    | 0    | 42        | 1         |
| Liverpool           | 2021–22             | Premier League      | 36       | 0        | —                 | —                 | 4            | 0            | 1             | 0             | 13       | 0        | —    | —    | 54        | 0         |
| Liverpool           | 2022–23             | Premier League      | 37       | 0        | —                 | —                 | 2            | 0            | 0             | 0             | 8        | 0        | 0    | 0    | 47        | 0         |
| Liverpool           | 2023–24             | Premier League      | 28       | 0        | —                 | —                 | 2            | 0            | 0             | 0             | 2        | 0        | —    | —    | 32        | 0         |
| Liverpool           | 2024–25             | Premier League      | 28       | 0        | —                 | —                 | 0            | 0            | 1             | 0             | 6        | 0        | —    | —    | 35        | 0         |
| Liverpool           | 2025–26             | Premier League      | 0        | 0        | —                 | —                 | 0            | 0            | 0             | 0             | 0        | 0        | 1    | 0    | 1         | 0         |
| Liverpool           | Tổng cộng           | Tổng cộng           | 229      | 1        | —                 | —                 | 9            | 0            | 2             | 0             | 54       | 0        | 5    | 0    | 299       | 1         |
| Tổng cộng sự nghiệp | Tổng cộng sự nghiệp | Tổng cộng sự nghiệp | 310      | 1        | 36                | 0                 | 19           | 0            | 2             | 0             | 89       | 0        | 8    | 0    | 464       | 1         |

1. ↑  Bao gồm Campeonato Gaúcho
2. ↑  Bao gồm Copa do Brasil, Coppa Italia, FA Cup
3. ↑  Bao gồm EFL Cup
4. ↑  Số lần ra sân tại Copa Libertadores
5. ↑  Số lần ra sân tại Primera Liga
6. ↑  Một lần ra sân tại UEFA Champions League, mười lần ra sân tại UEFA Europa League
7. 1 2 3 4 5 6 7  Số lần ra sân tại UEFA Champions League
8. ↑  Một lần ra sân tại FA Community Shield, hai lần ra sân tại FIFA Club World Cup
9. 1 2  Ra sân tại FA Community Shield
10. ↑  Số lần ra sân tại UEFA Europa League

### Quốc tế
Tính đến ngày 10 tháng 6 năm 2025
| Tuyển quốc gia | Năm       | Trận | Bàn |
| -------------- | --------- | ---- | --- |
| Brasil         | 2015      | 3    | 0   |
| Brasil         | 2016      | 12   | 0   |
| Brasil         | 2017      | 7    | 0   |
| Brasil         | 2018      | 12   | 0   |
| Brasil         | 2019      | 10   | 0   |
| Brasil         | 2021      | 8    | 0   |
| Brasil         | 2022      | 9    | 0   |
| Brasil         | 2023      | 2    | 0   |
| Brasil         | 2024      | 8    | 0   |
| Brasil         | 2025      | 3    | 0   |
| Tổng cộng      | Tổng cộng | 74   | 0   |

## Danh hiệu

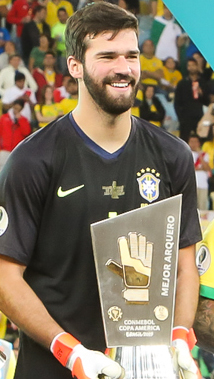
Alisson với danh hiệu Thủ môn xuất sắc nhất Copa América 2019.

### Câu lạc bộ

#### Internacional
- Campeonato Gaúcho: 2013, 2014, 2015, 2016[12]

#### Liverpool
- Premier League: 2019–20, 2024–25
- FA Cup: 2021–22
- EFL Cup: 2021–22, 2023–24
- FA Community Shield: 2022
- UEFA Champions League: 2018–19[108]
- UEFA Super Cup: 2019
- FIFA Club World Cup: 2019

### Quốc tế

#### U-23 Brasil
- Toulon Tournament: 2013[12]

#### Brasil
- Copa América: 2019[109]

### Cá nhân
- Thủ môn FIFA xuất sắc nhất: 2019[110]
- FIFA FIFPro World XI: 2019[111]
- Đội hình UEFA Champions League của mùa giải: 2017-18,[112] 2018-19[113]
- Thủ môn UEFA Champions League của mùa giải: 2018-19[114]
- Thủ môn Serie A xuất sắc nhất năm: 2017-18[115]
- Đội hình Serie A xuất sắc nhất năm: 2017-18[116]
- Găng tay vàng Giải bóng đá Ngoại hạng Anh: 2018-19[117]
- Thủ môn xuất sắc nhất thế giới theo Goal 50: 2018[118]
- Giải bóng đá toàn cầu Thủ môn của năm: 2018[119]
- Găng tay vàng Copa América: 2019[120]
- Đội hình xuất sắc của giải đấu Copa América: 2019[121]